# Johannes Hake

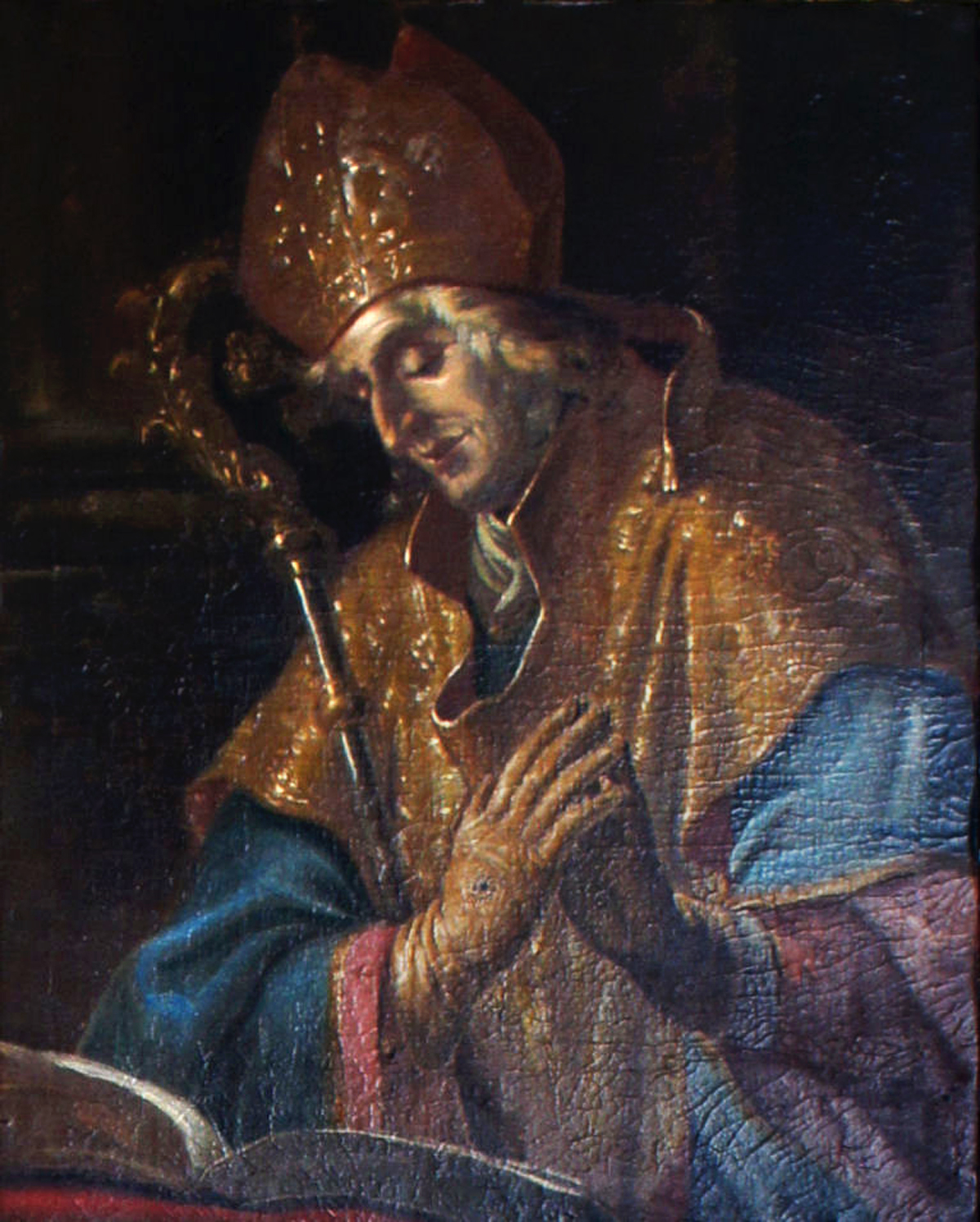
Johannes II. Hake auf einem Gemälde im Fürstengang Freising

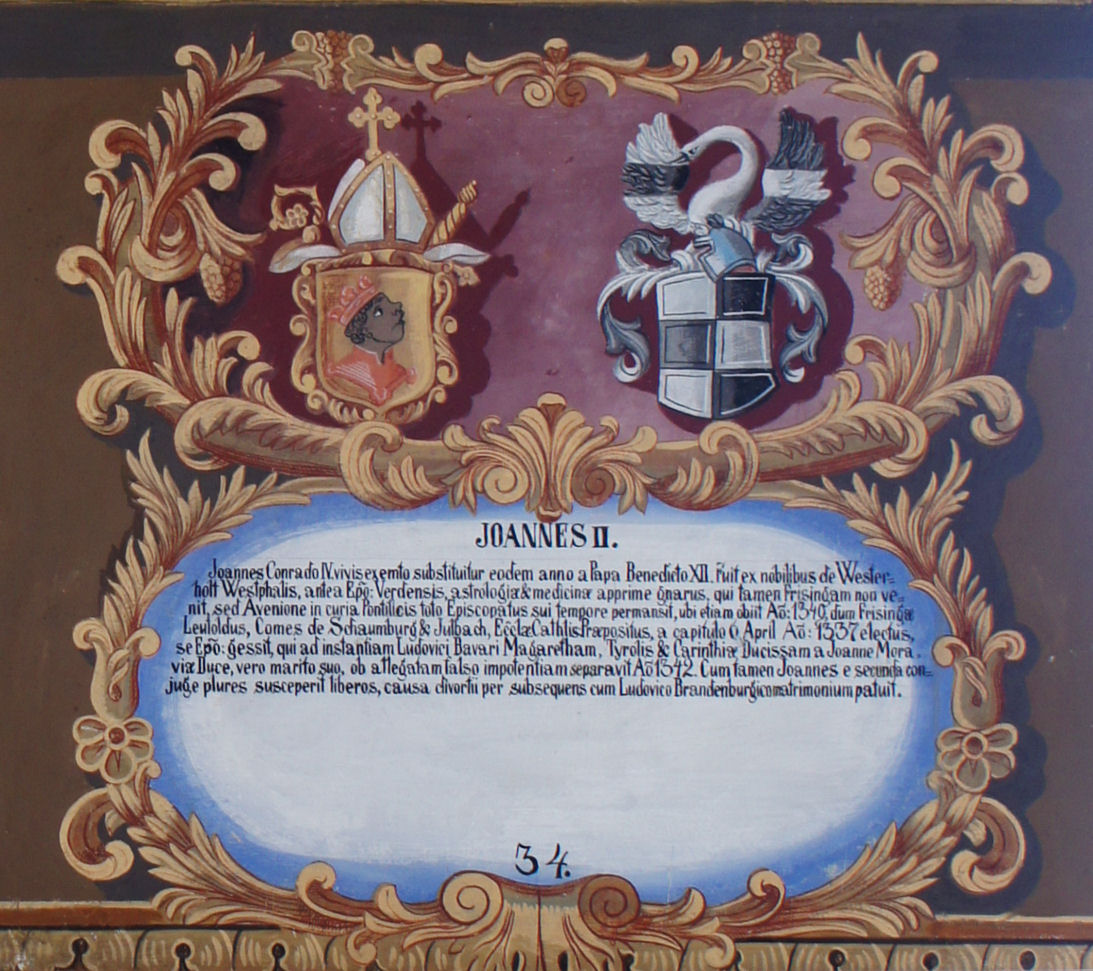
Wappentafel von Johannes II. Hake im Fürstengang Freising

Johannes Ha(c)ke, genannt Johann von Göttingen, auch Johann Hake (* um 1280; † wahrscheinlich 3. Oktober 1349 in Avignon), war ein bekannter Arzt und seit 1331 als Johannes I. Bischof von Verden sowie ab 1341 als Johannes II. Bischof von Freising.

## Leben
Aus der Göttinger Ratsfamilie Hake stammend, nannte er sich selbst „von Göttingen“. In der Literatur genannte Familiennamen wie „Griese“, „von Westerholt“, „Ötting“ oder „von Zesterfleth“ sind nachweislich falsch.
Hake studierte in Paris Medizin und die Freien Künste und war seit 1305 Magister Artium in Paris und ab 1314 Professor der Medizin in Montpellier, wo er zuvor den medizinischen Magistergrad erworben hatte. In Montpellier lehrte er sowohl an der Medizinischen Fakultät als auch an der Artistenfakultät. Der als „berühmtester Arzt der Welt“ geltende Hake war 1314 bis 1318 Arzt König Ludwigs des Bayern und seit 1318 Leibarzt von Balduin von Trier. 1319 war er Familiar und Arzt von Kardinal Stefaneschi in Avignon. 1324 wurde er Bischofs-Elekt von Cammin. Lange Jahre war er Balduins Gesandter an der Kurie in Avignon. In seinem Amt als Bischof von Verden (1331 bis 1341) ließ er sich oft vertreten, er war dort nur einmal für mehrere Monate tatsächlich anwesend. Als erster in Verden vom Papst direkt eingesetzter Bischof musste er sich dafür zunächst mit dem übergangenen Domkapitel einigen. Später übertrug er die Verwaltung des Bistums auf seinen Generalvikar Gottfried von Werpe und hielt sich zumeist in Avignon auf.
Johannes war auch Leibarzt König Johanns von Böhmen (1324) und Papst Benedikts XII. (1335) sowie mehrerer Kardinäle. 1331 verfasste er das Traktat „De cautela a venenis“, den er als Brief an König Johann von Böhmen richtete und worin er sich allgemein mit Giftmorden befasst. 1341 wurde er vom Papst von Verden in das Bistum Freising versetzt. Hier konnte er sich allerdings nicht gegen das Domkapitel und die durch dieses gestützte Gegenbischöfe Ludwig von Kamerstein (1340–1342) und Leutold von Schaumburg-Julbach (1342–1349) durchsetzen. Nach der Freisinger Bischofschronik hat er das Bistum Freising nie betreten. Er amtierte, bis er resignierte, noch bis 1342 formell als Administrator von Verden und bis zu seinem Tode 1349 als Bischof von Freising.
Er überlebte 1348 vermutlich eine Pesterkrankung und gilt als Verfasser von „Contra epidemiam“. Johannes starb wahrscheinlich am 3. Oktober 1349. Johann wurde in Avignon beerdigt.

## Werke
- Sophisma de intellectu et intentione. 1305
- De cautela a venenis. 1331
  - unvollständige Ausgabe: Johannes de Gottingen episcopi Caminensis Epistola ad Joannem I. Bohemiae regem de cautela a venenis. In: Johann Friedrich Schanat (Hrsg.): Vindemiae literariae. 1723, S. 211–213.
- Contra epidemiam. 1348